# Карім Хан Занд
Карім-Хан Занд Мохаммад (перс. کریم خان زند) (23 травня 1705 — 13 березня 1779) — правитель Ірану (шах де-факто) з 1763 по 1779 рік. Засновник Іранської династії Зандів.
Щодо себе він ніколи не вживав титул «шах» і відмовлявся прийняти царський титул, а використовував вираз Вакіль од-Даула («Уповноважений держави»). Він говорив про себе: «Я не король, я просто люблю людей». Він правив як регент від імені Сефевіда  Ісмаїла III, якого тримав у фортеці в почесному полоні.

## Народження
Народився Карім-Хан Занд близько 1705 року у курдській родині. Карім-Хан був ватажком племені занд з групи файли. Він був одним з генералів Надер Шаха. Він прийшов до влади в ході міжусобиць, що спалахнули після смерті Надер Шаха.

## Правління
У 1747 році Карім-хан, Абдолфатх-хан і Алі Мардан-хан досягли згоди про розподіл країни і передачі трону Ісмаїлу III. Однак через деякий час Алі Мардан-хан вторгся в Ісфаган і Абдолфатх-хан був убитий. Так як угода була порушена, Карім-Хан вбив Алі Мардан-хана і зайняв весь Іран, крім Хорасану, де правив сліпий син Надер Шаха Шахрох.
У 1750 році він зробив своєю столицею місто Шираз. Захопивши в 1763 році південну частину Азербайджану він завершив об'єднання Ірану.
На думку істориків, він проявив себе як один з найкращих правителів в історії країни. Він дбав про її процвітання, блискуче відбудував Шираз, спорудивши розкішні мавзолеї над гробницями великих перських поетів — Сааді та Хафіза.
Будучи неписьменним, він протегував поетам і вченим. Крім того Карім-Хан особисто відрізнявся гуманним і великодушним характером. Єдиний недолік, який не могли пробачити йому перси, була пристрасть до вина.
Він підтримував добрі стосунки з Британською імперією, Британська Ост-Індійська компанія заснувала торговий пост на півдні Ірану.

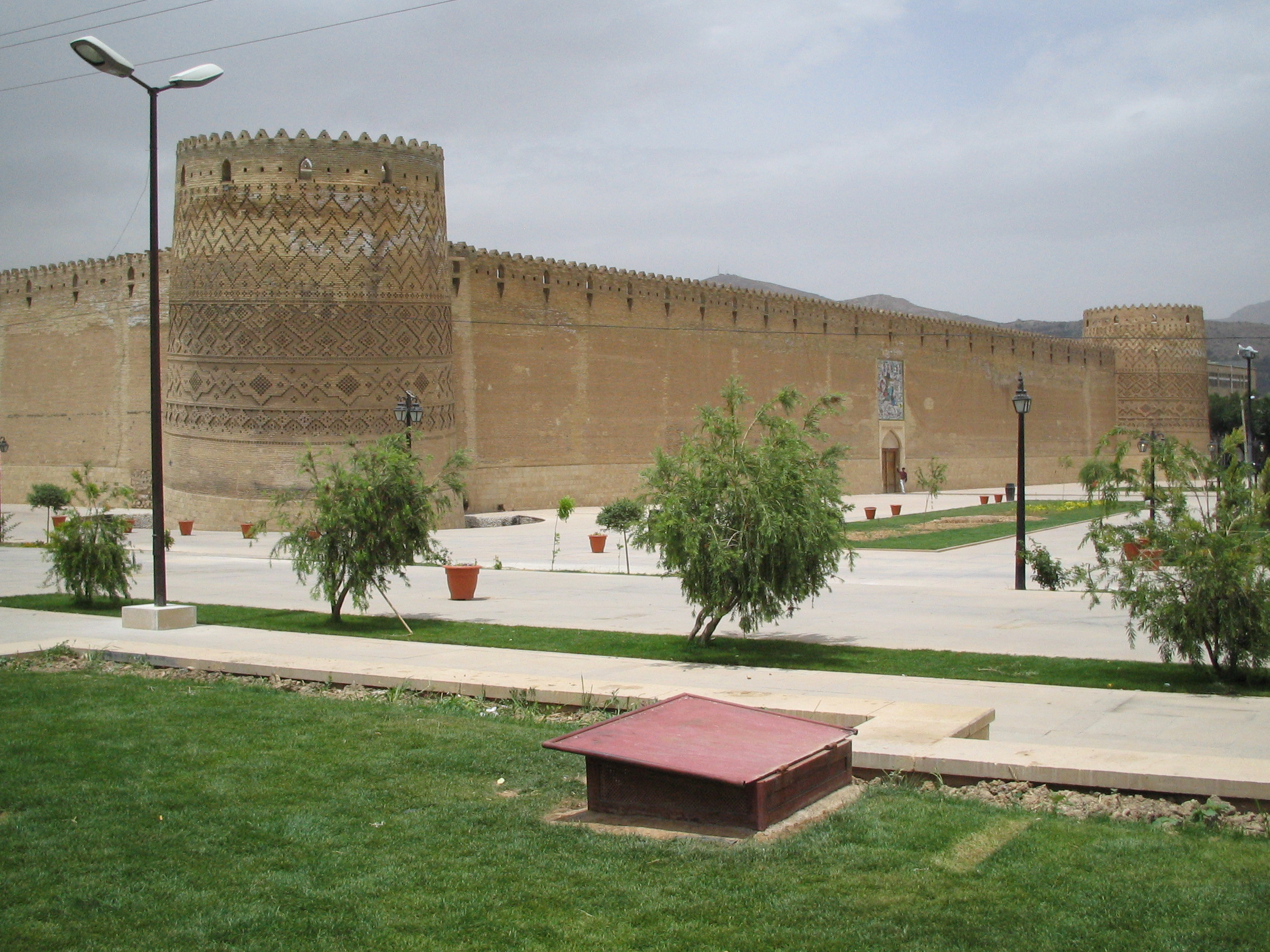
Фортеця Карім-хана в Ширазі

## Смерть
Карім-хан Зенд Мохаммад помер 13 березня 1779 року, після чого відразу почалися міжусобиці серед його родичів.
Похований Карім-хан у невеликому павільйоні, побудованому для прийому іноземних послів, недалеко від фортеці Арг у Ширазі, в якому в наш час розташований музей Парс.
Навесні 1791 року Ага Мохаммед Хан Каджар зруйнував Шираз, викопав прах Карім-Хана з могили і помістив його під порогом свого тегеранського палацу, щоб, ступаючи на це місце, згадувати поваленого супротивника.